# فیلم زنبور
فیلم زنبور (به انگلیسی: Bee Movie) فیلمی پویانمایی کمدی آمریکایی محصول سال ۲۰۰۷ است که توسط دریم‌ورکس انیمیشن و تولیدات کلمبوس ۸۱ تولید شده و توسط پارامونت پیکچرز توزیع شده است. این فیلم توسط سایمون جی. اسمیت از فیلم‌نامه‌ای توسط تیم نویسندگی جری ساینفلد، اسپایک فرستن، بری ماردر و اندی رابین کارگردانی شده است. ساینفلد، رنی زلوگر، متیو برودریک، جان گودمن، پاتریک واربرتون و کریس راک صداپیشگان فیلم هستند. داستان آن درباره بری بی. بنسون (ساینفلد)، زنبور عسلی است که سعی می‌کند از نژاد بشر به دلیل استعمار زنبورها شکایت کند، پس از اینکه از دوست گل‌فروش جدیدش ونسا بلوم (زلوگر) مطلع شد که انسان‌ها عسل می‌فروشند و مصرف می‌کنند.
فیلم زنبور در ۲۵ اکتبر ۲۰۰۷ در شهر نیویورک به نمایش درآمد و در ۲ نوامبر در سینماهای ایالات متحده اکران شد. منتقدان نقدهای متفاوتی را دریافت کردند که طنز و صداپیشگی آن را تحسین کردند اما طرح و عدم اصالت آن را مورد انتقاد قرار دادند. با وجود این، این فیلم در گیشه ناامیدکننده بود و با بودجه ۱۵۰ میلیون دلاری ۲۹۳٫۵ میلیون دلار در سرتاسر جهان فروخت. با این وجود، از آن زمان تا حدودی به دلیل الگوهای رفتاری اینترنتی فیلم که در رسانه‌های اجتماعی به اشتراک گذاشته شده‌اند، طرفدارانی پیدا کرده است، که اغلب پیش‌فرض‌های سورئال، فیلم‌نامه و عکس‌های چهره‌های مشهور فیلم را تحقیر می‌کنند.

## داستان
بری بی. بنسون، یک زنبور عسل آرمان‌گرا که توانایی صحبت کردن با انسان‌ها را دارد، به‌تازگی از دانشگاه فارغ‌التحصیل شده و قرار است به همراه بهترین دوستش، آدام فلایمن، وارد نیروی کار ساخت عسل در شرکت صنعت‌های هونکس شود. در ابتدا بری هیجان‌زده است، اما نگرش بلندپروازانه و سرکش او زمانی آشکار می‌شود که متوجه می‌شود شغل انتخابی‌اش پس از انتخاب، هرگز قابل تغییر نخواهد بود. بعداً، این دو زنبور با گروهی از زنبورهای گرده‌افشان که گرده گل‌ها را از خارج کندو جمع‌آوری می‌کنند، روبه‌رو می‌شوند. آنها به بری پیشنهاد می‌دهند که اگر «به‌اندازه‌ کافی زنبور باشد»، او را همراه خود ببرند. در اولین مأموریت جمع‌آوری گرده در شهر نیویورک، بری در باران گم می‌شود و سر از لبه پنجره یک گل‌فروشی به نام ونسا بلوم درمی‌آورد. هنگامی که ونسا بری را می‌بیند، دوست‌پسرش کن سعی می‌کند او را له کند، اما ونسا با مهربانی بری را گرفته و در بیرون آزاد می‌کند و جانش را نجات می‌دهد.
بری بعدها برای ابراز قدردانی به نزد ونسا بازمی‌گردد و قانون مقدس زنبورها مبنی بر اینکه نباید با انسان‌ها ارتباط برقرار کنند را زیر پا می‌گذارد. بری و ونسا رابطه نزدیکی برقرار می‌کنند که به نوعی به جذابیت متقابل میان آنها نزدیک می‌شود و وقت زیادی را با یکدیگر می‌گذرانند. وقتی بری و ونسا در یک فروشگاه مواد غذایی هستند، بری متوجه می‌شود که انسان‌ها قرن‌هاست عسل زنبورها را دزدیده و مصرف می‌کنند. او تصمیم می‌گیرد به مزرعه‌های عسل، که عسل فروشگاه را تأمین می‌کنند، سفر کند. بری از شرایط بد زنبورها در کندوها، از جمله استفاده از دود برای بی‌هوش کردن کلنی‌ها، شگفت‌زده و ناراحت می‌شود. او تصمیم می‌گیرد از نوع بشر شکایت کند تا به استثمار زنبورها پایان دهد، و ونسا نیز موافقت می‌کند که به او کمک کند.
ماموریت بری توجه گسترده‌ای را از سوی زنبورها و انسان‌ها به خود جلب می‌کند و تماشاگران بی‌شماری در دادگاه حضور پیدا می‌کنند. با وجود اینکه بری با وکیل دفاع سرسختی به نام لیتون تی. مونتگومری روبه‌رو است، اولین روز محاکمه به خوبی پیش می‌رود. آن شب، بری به همراه ونسا در حال شام خوردن است که کن وارد می‌شود. ونسا اتاق را ترک می‌کند و کن به بری می‌گوید از اینکه او و ونسا وقت زیادی را با هم می‌گذرانند متنفر است. وقتی بری برای استفاده از سرویس بهداشتی می‌رود، کن به او حمله کرده و سعی می‌کند او را بکشد، اما ونسا مداخله کرده و رابطه‌اش را با کن قطع می‌کند. در روز دوم دادگاه، مونتگومری با یک حمله بی‌رحمانه به شخصیت زنبورها، آنها را مورد ترور شخصیتی قرار می‌دهد. این اقدام باعث می‌شود آدام که عمیقاً آزرده شده است، او را نیش بزند. مونتگومری بلافاصله این اتفاق را بزرگ‌نمایی کرده و خود را قربانی یک حمله نشان می‌دهد و همزمان اعتبار زنبورها را خدشه‌دار می‌کند. اقدام آدام نه‌تنها اعتبار زنبورها را به خطر می‌اندازد، بلکه زندگی خودش را نیز تهدید می‌کند، اگرچه او بهبود می‌یابد. در روز سوم دادگاه، بری با نشان دادن شرایط شکنجه‌آمیز زنبورها، به‌ویژه استفاده از دستگاه دود، هیئت منصفه را قانع کرده و برنده دادگاه می‌شود. او موفق می‌شود جلوی دزدیدن عسل زنبورها را توسط انسان‌ها برای همیشه بگیرد. پس از باخت در دادگاه، مونتگومری به‌طور مرموزی به بری هشدار می‌دهد که تغییرات منفی در طبیعت در راه است.
همان‌طور که پیش‌بینی شده بود، با توقف تولید عسل در هونکس و بیکار شدن تمام زنبورها، از جمله زنبورهای گرده‌افشان که برای طبیعت بسیار حیاتی هستند، تمام گل‌های جهان بدون گرده‌افشانی شروع به نابودی می‌کنند. مدت زیادی نمی‌گذرد که آخرین گل‌های باقی‌مانده روی زمین در پاسادنا، کالیفرنیا، برای آخرین رژه‌ تورنمنت رزها انبار می‌شوند. بری و ونسا به این رژه می‌روند و یک واگن گل را می‌دزدند و آن را روی یک هواپیما بار می‌زنند. آنها امیدوارند که گل‌ها را به زنبورها برسانند تا بتوانند آخرین گل‌های باقی‌مانده را دوباره گرده‌افشانی کنند. وقتی خلبان هواپیما توضیح می‌دهد که پرواز به دلیل شرایط بد جوی تأخیر خواهد داشت، بری سعی می‌کند با خلبان‌ها صحبت کند، اما خلبان‌ها هنگام تلاش برای کشتن بری، یکدیگر را از هوش می‌برند. با کمک بری و زنبورهای کندوی او، ونسا موفق می‌شود هواپیما را به‌سلامت فرود بیاورد.
بری به عضویت گروه زنبورهای گرده‌افشان درمی‌آید و آنها به یک مزرعه‌ گل پرواز می‌کنند. با گرده‌ گل‌های باقی‌مانده، بری و زنبورهای گرده‌افشان آسیب‌ها را جبران کرده و گیاهان جهان را نجات می‌دهند و تولید عسل زنبورها را دوباره آغاز می‌کنند. مدتی بعد، بری یک شرکت حقوقی در گل‌فروشی ونسا به نام «حشرات در قانون» راه‌اندازی می‌کند که به اختلافات بین حیوانات و انسان‌ها رسیدگی می‌کند. در همین حال، ونسا هنگام فروش گل به مشتریان، عسل‌هایی با برندهایی که «مورد تأیید زنبورها» هستند، عرضه می‌کند.

## صداپیشگان
- جری ساینفلد در نقش بری بی. بنسون
- رنی زلوگر در نقش ونسا بلوم
- متیو برودریک در نقش آدام فلیمن
- جان گودمن در نقش لیتون تی. مونتگومری
- پاتریک واربرتون در نقش کن
- کریس راک در نقش موسبلاد پشه
- کتی بیتس در نقش جنت بی. بنسون
- بری لوینسون در نقش مارتین بی. بنسون
- مگان مولالی در نقش ترودی، راهنمای تور هونکس
- ریپ تورن در نقش پولن جوکس ژنرال لو لو دوکا
- اپرا وینفری در نقش قاضی بامبلتون
- مایکل ریچاردز در نقش باد دچواتر
- لری کینگ در نقش زنبور لری کینگ، نسخه زنبوری تخیلی خودش
- لری میلر در نقش دین بازول
- جیم کامینگز در نقش راوی عنوان و گوینده فارغ‌التحصیلی
- دیوید موسس پیمنتل در نقش هکتور
- چاک مارتین در نقش اندی
- برایان هاپکینز در نقش سندی میگوو مامور تی‌اس‌ای
- جان دیماجیو در نقش مامور و سرایدار
- ترس مک‌نیل در نقش جینت چانگ، مادر و گاو
- سایمون جی. اسمیت در نقش راننده کامیون و چت
- ری لیوتا در نقش خودش
- استینگ در نقش خودش
- رابرت جین در نقش زنبور (فقط با گروه ای‌دی‌آر اعتبار دارد)
- کارل کسل در نقش خودش (بدون اعتبار)

## تولید
توسعه‌ فیلم زنبور در سال ۲۰۰۳ آغاز شد، زمانی که استیون اسپیلبرگ پس از درخواست جری ساینفلد از او برای ساخت یک انیمیشن درباره حشرات، به جفری کاتزنبرگ، مدیرعامل و یکی از بنیان‌گذاران دریم‌ورکس انیمیشن، پیشنهاد ساخت این فیلم را داد. ساینفلد یک هفته را در لس آنجلس صرف کار روی این پروژه کرد. یک سیستم ویدئوکنفرانس به نام اچ‌پی هالو در دفتر ساینفلد در نیویورک نصب شد تا به او امکان کار روی فیلم و ارتباط بین دو ساحل را بدهد. ساینفلد اظهار داشت که داستان فیلم را در نیویورک قرار داده است، زیرا این شهر را «دجله و فرات کمدی» می‌دانست. همچنین کاتزنبرگ را دلیل اصلی ساخت این فیلم معرفی کرد. بودجه‌ این پروژه حدود ۱۵۰ میلیون دلار بود. اسپیلبرگ در نوامبر ۲۰۰۶ و اوایل ۲۰۰۷ در دو تریلر لایو اکشن برای این فیلم ظاهر شد که در آنها با ساینفلد تعامل داشت. در این تریلرها، ساینفلد لباس یک زنبور به تن داشت.

## انتشار
فیلم زنبور در ۲۵ اکتبر ۲۰۰۷ در نیویورک به نمایش درآمد، و سپس در ۲۸ اکتبر در لس آنجلس اکران شد. این فیلم در ۲ نوامبر در ایالات متحده منتشر شد. این فیلم توسط دریم‌ورکس انیمیشن و تولیدات کلمبوس ۸۱ تولید و توسط پارامونت پیکچرز توزیع شد. ‌بازی فیلم زنبور نیز در اکتبر ۲۰۰۷ برای پلتفرم‌های مختلف منتشر شد.
براچز آبنبات فیلم زنبور را به شکل ذرت شیرین و «ساخته‌شده با عسل واقعی» به فروش رساند و مسابقه‌ای با جایزه اصلی سفر چهارنفره به نیویورک برگزار کرد. شرکت جنرال میلز قاشق‌های غلات و ابزارهای لرزان داخل جعبه‌های غلات قرار داد که تبلیغ فیلم را داشتند. مشتریان می‌توانستند با خرید دو محصول فروت بای دِ فوت، فروت گاشرز و فروت رول-آپز که بسته‌بندی‌شان طرح فیلم زنبور را داشت، ۵۰ سنت تخفیف بگیرند. مک‌دونالد شش اسباب‌بازی مرتبط با فیلم زنبور را در وعده‌های هپی میل عرضه کرد و در تبلیغات خود مشتریان را به انتخاب ناگت‌های مرغ سفید، سیب‌تکه‌ای و شیر کم‌چرب تشویق کرد. وبگاه هپی میل و کانسرویشن اینترنشنال نیز کودکان را دعوت کردند تا پیمان «زنبور خوب برای سیاره» را برای حفاظت از محیط‌زیست امضا کنند. مک‌دونالد از تلاش‌های کانسرویشن اینترنشنال برای محافظت از زیستگاه‌های زنبورها در آفریقای جنوبی و مکزیک حمایت کرد.
سرگرمی خانگی پارامونت فیلم زنبور را در قالب دی‌وی‌دی (تک‌دیسک و دودیسک) در ۱۱ مارس ۲۰۰۸ و در قالب بلوری در ۲۰ مه منتشر کرد. نسخه دی‌وی‌دی شامل ویژگی‌های اضافی مانند مستندهای «درون کندو: بازیگران فیلم زنبور» و «فناوری فیلم زنبور»، موزیک ویدئوی «ما زنبور را گرفتیم»، بخش «ملاقات با بری بی. بنسون»، بازی‌های تعاملی، توضیحات سازندگان فیلم، پایان‌بندی‌های جایگزین، صحنه‌های حذف‌شده، تریلرهای لایو اکشن و بخش «پرواز جری به کن» بود. نسخه اچ‌دی دی‌وی‌دی این فیلم به دلیل توقف تولید این فرمت لغو شد. انتشار دی‌وی‌دی فیلم زنبور با یک پیشنهاد تخفیف ۳ دلاری پستی از شرکت بلو دایمند گرورز و یک کوپن ۱ دلاری برای محصولات عسل سو بی تبلیغ شد.

## دعاوی حقوقی
دو شکایت حقوقی مربوط به فیلم زنبور مطرح شد. چند دانشجوی پویانمایی سوئدی که توسط یک وکیل آمریکایی نمایندگی می‌شدند، شکایتی را مطرح کردند زیرا پروژه‌ای که آنها در سال ۲۰۰۰ با عنوان بیبیلون توسعه داده بودند، شباهت‌هایی با فیلم زنبور داشت. شکایت دیگری نیز از سوی یک شرکت لوازم آرایشی مستقر در فلوریدا به نام بیسئوتیکلز ارائه شد که مدعی بود عبارت تجاری ثبت‌شده‌ آنها، «به زنبورها یک فرصت بدهید»، بدون اجازه استفاده شده است. هر دوی این شکایات رد شدند.